# Grand Prix d'Isbergues féminin 2023
La 6e édition du Grand Prix d'Isbergues féminin a eu lieu le 17 septembre 2023. La course fait partie du calendrier international féminin UCI 2023 en catégorie 1.2. Elle est remportée par la Française Valentine Fortin.

## Récit de course
Un groupe de six échappées se forme durant la course. Il s'agit de : Victoire Berteau, Valentine Fortin, Jade Wiel, Maëlle Grossetête, Simone Boilard et Nadia Quagliotto. Dans le final Berteau tente de sortir, mais elles se disputent la victoire au sprint et Fortin s'impose.

## Classements

### Classement final
| \| Classement général \| Classement général \| Classement général \| Classement général \| Classement général \| \| Coureuse \| Coureuse \| Pays \| Équipe \| Temps \| \| ------------------ \| ------------------ \| ------------------ \| ------------------------------- \| ------------------ \| \| 1re \| Valentine Fortin \| France \| Cofidis \| 3 h 30 min 12 s \| \| 2e \| Jade Wiel \| France \| FDJ-Suez \| + 0 s \| \| 3e \| Simone Boilard \| Canada \| St Michel-Mavic-Auber 93 \| + 0 s \| \| 4e \| Maëlle Grossetête \| France \| FDJ-Suez \| + 0 s \| \| 5e \| Nadia Quagliotto \| Italie \| Laboral Kutxa-Fundación Euskadi \| + 0 s \| \| 6e \| Victoire Berteau \| France \| Cofidis \| + 6 s \| \| 7e \| Martina Alzini \| Italie \| Cofidis \| + 44 s \| \| 8e \| Alba Teruel \| Espagne \| Laboral Kutxa-Fundación Euskadi \| + 44 s \| \| 9e \| Clara Copponi \| France \| FDJ-Suez \| + 44 s \| \| 10e \| S'annara Grove \| Afrique du Sud \| Torelli \| + 44 s \| |                   |                |                                 |                 |
| |                   |                |                                 |                 |
| |                   |                |                                 |                 |
| Classement général |                   |                |                                 |                 |
| Coureuse | Coureuse          | Pays           | Équipe                          | Temps           |
| 1re | Valentine Fortin  | France         | Cofidis                         | 3 h 30 min 12 s |
| 2e | Jade Wiel         | France         | FDJ-Suez                        | + 0 s           |
| 3e | Simone Boilard    | Canada         | St Michel-Mavic-Auber 93        | + 0 s           |
| 4e | Maëlle Grossetête | France         | FDJ-Suez                        | + 0 s           |
| 5e | Nadia Quagliotto  | Italie         | Laboral Kutxa-Fundación Euskadi | + 0 s           |
| 6e | Victoire Berteau  | France         | Cofidis                         | + 6 s           |
| 7e | Martina Alzini    | Italie         | Cofidis                         | + 44 s          |
| 8e | Alba Teruel       | Espagne        | Laboral Kutxa-Fundación Euskadi | + 44 s          |
| 9e | Clara Copponi     | France         | FDJ-Suez                        | + 44 s          |
| 10e | S'annara Grove    | Afrique du Sud | Torelli                         | + 44 s          |

### Points UCI
| Position           | 1er | 2e | 3e | 4e | 5e | 6e | 7e | 8e à 10e |
| Classement général | 40  | 30 | 25 | 20 | 15 | 10 | 5  | 3        |